# Fleury-sur-Aire
Pour les articles homonymes, voir Fleury.
Fleury-sur-Aire est une commune associée du département de la Meuse, en région Grand Est. Elle fait partie de la commune de Nubécourt depuis 1973.

## Géographie
Comme son nom l'indique, le village de Fleury est situé sur la rivière de l'Aire.

## Toponymie
Au cours de l'histoire, cette localité fut mentionnée sous les appellations suivantes : Floracum super fluvium Airam en 1409 (bulle de Léon IX), Ecclesia Floriacensis en 1106 (bulle de Pascal II), Fleury-en-Argonne en 1642 (Mâchon), Fleurey en 1700 (carte des États), Fleury-en-Argogne en 1732 (Soc. Philom. lay. Lisle-en-Barrois), Fleureium in Argona en 1738 (pouillé).

## Histoire
Le village de Fleury dépendait de la province de Champagne avant 1790 et plus précisément de la terre et prévôté de Beaulieu. Sur le plan spirituel, il dépendait du diocèse de Verdun (archidiaconé d'Argonne et doyenné de Clermont).
Des combats eurent lieu dans le village en 1792, après la bataille de Valmy, entre les troupes françaises et les envahisseurs hessois.
Pendant la Première Guerre mondiale, Fleury-sur-Aire a accueilli un campement militaire de soldats indochinois et un hôpital de campagne de mai 1916 à septembre 1918 ; installation sanitaire qui recevra 116 000 blessés ou malades durant cette période. Un monument y a été édifié en mémoire des combattants blessés et des services de santé français et américains.

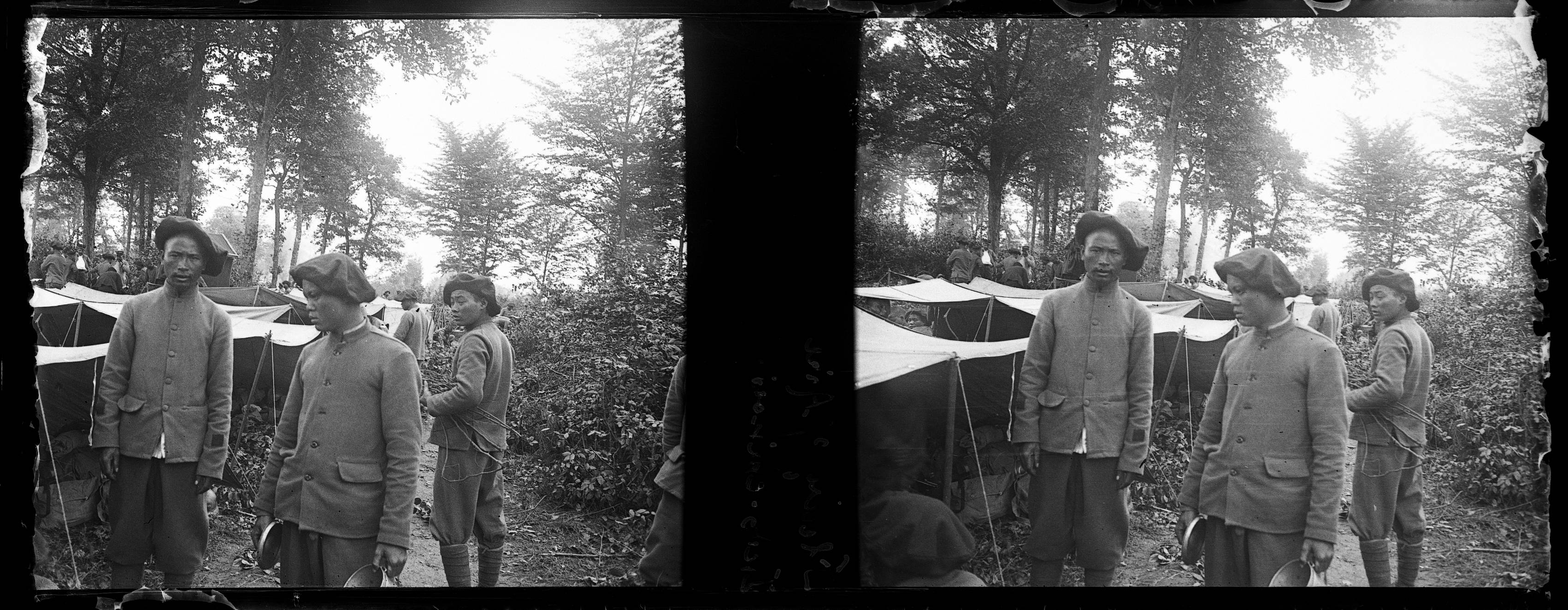
Campement d'Indochinois à Fleury-sur-Aire (Meuse), le 25 juin 1916.

Le 1er janvier 1973, la commune de Fleury-sur-Aire fusionne avec celle de Nubécourt sous le régime de la fusion-association.

## Administration
| Période                                  | Période | Identité      | Étiquette | Qualité |
| ---------------------------------------- | ------- | ------------- | --------- | ------- |
| ?                                        | 2014    | Patrick Gross |           |         |
| Les données manquantes sont à compléter. |         |               |           |         |

## Démographie
| 1793 | 1800 | 1806 | 1821 | 1831 | 1836 | 1841 | 1846 | 1851 |
| ---- | ---- | ---- | ---- | ---- | ---- | ---- | ---- | ---- |
| 247  | 321  | 343  | 327  | 345  | 350  | 362  | 339  | 343  |

| 1856 | 1861 | 1866 | 1872 | 1876 | 1881 | 1886 | 1891 | 1896 |
| ---- | ---- | ---- | ---- | ---- | ---- | ---- | ---- | ---- |
| 302  | 307  | 302  | 295  | 315  | 295  | 298  | 256  | 247  |

| 1901 | 1906 | 1911 | 1921 | 1926 | 1931 | 1936 | 1946 | 1954 |
| ---- | ---- | ---- | ---- | ---- | ---- | ---- | ---- | ---- |
| 250  | 278  | 260  | 223  | 236  | 213  | 202  | 173  | 180  |

| 1962 | 1968 | - | - | - | - | - | - | - |
| ---- | ---- | - | - | - | - | - | - | - |
| 182  | 143  | - | - | - | - | - | - | - |

## Lieux et monuments
- Église Saint-Éloi (XIIe siècle).